# El Triunfo (Honduras)
El Triunfo (uit het Spaans: "De overwinning") is een gemeente (gemeentecode 0606) in het departement Choluteca in Honduras. De gemeente grenst aan Nicaragua.
Het dorp is gesticht in 1877 onder de naam Los Jobos. In 1885 werd het een zelfstandige gemeente. Uit vreugde hierover veranderde men de naam in El Triunfo
De hoofdplaats El Triunfo ligt in het dal van de rivier Guale.

## Bevolking
De bevolking is als volgt verdeeld:
| Vrouwen | 22.884 | 50% |
| Mannen  | 22.857 | 50% |

## Dorpen
De gemeente bestaat uit elf dorpen (aldea), waarvan de grootste qua inwoneraantal: El Triunfo (code 060601), Azacualpa (060602) en San Juan (060609).